# 紅大袋鼠
紅大袋鼠（学名：Macropus rufus）又名紅袋鼠、赤大袋鼠或大赤袋鼠，为袋鼠科大袋鼠属的一种，是體型最大的袋鼠，也是澳洲最大的哺乳動物及現存最大的有袋類。牠們廣泛分佈在澳洲大陸，只較少於南部、東岸及北部的雨林中出現。

## 特徵

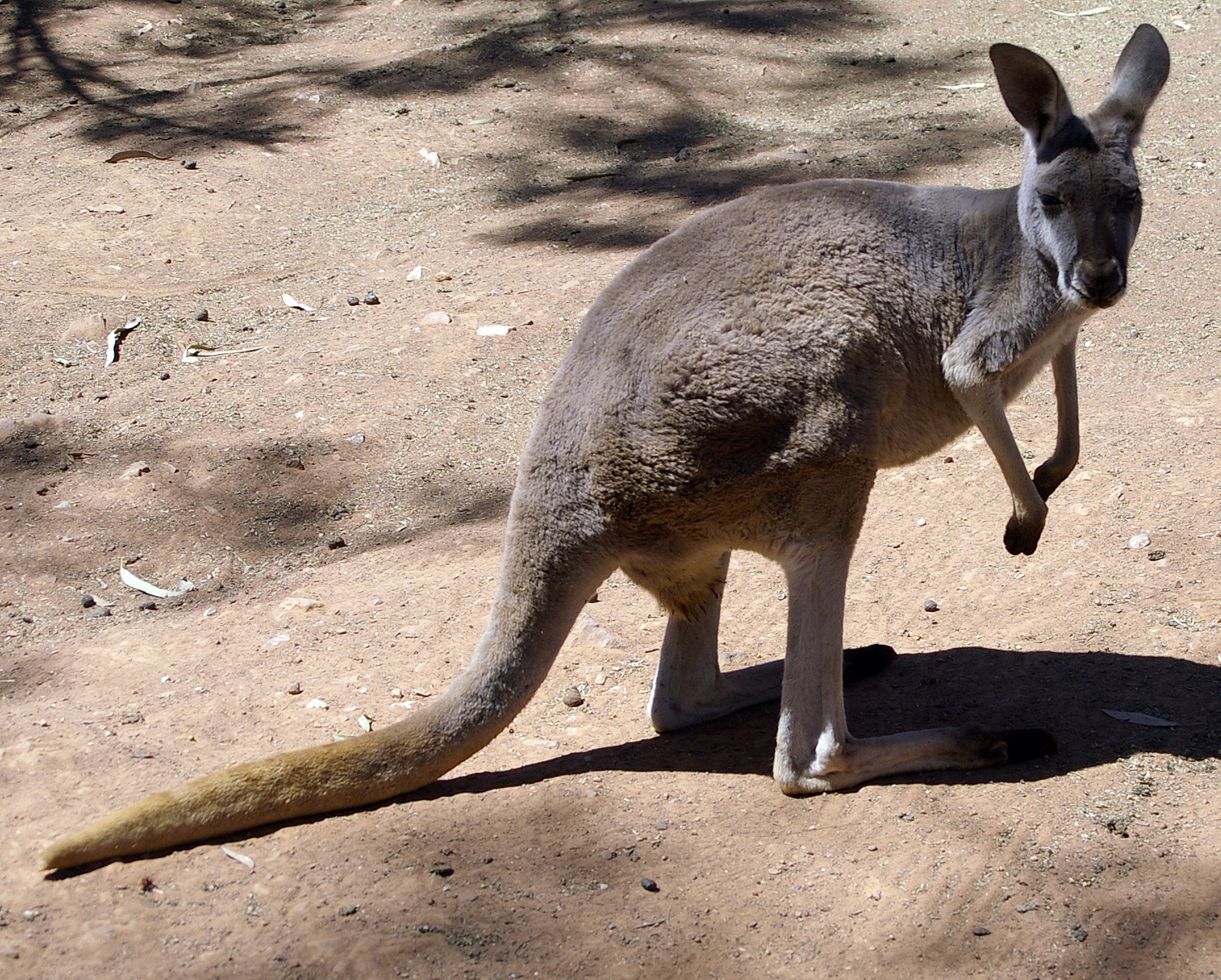
雌性紅大袋鼠。

紅大袋鼠是非常大的袋鼠，雄性有紅褐色的短毛，下身及四肢的毛色呈黃褐色。牠們的耳朵尖長，吻呈方形。雌性較雄性細小，呈藍灰色，下身呈淡灰色。在乾旱地區的雌性則較為像雄性。前肢有細小的爪，後肢粗壯適合跳躍，尾巴強壯可以幫助站立。牠們的腳像橡皮圈。它们可以跳3米高，9米远。并能达到时速60公里以上。
雄性紅大袋鼠身長1.4米及重85公斤。雌性身長0.9-1米。牠們站立時約高1.5米。
紅大袋鼠會採取多種物理、生理及行為的適應性來保持體溫於約36℃，以達至體內平衡。這些包括保溫的短毛、降低活躍性、留在蔭下、及舔自己的前肢。由於眼睛的位置，紅大袋鼠的視覺約有300°。
紅大袋鼠棲息在澳洲中部的乾旱內陸，以及較少樹生長的遼闊平原。

## 行為
紅大袋鼠主要於夜間或日間較冷的時份較為活躍，屬於夜間活動或暮晨活動。於日間的時間，牠們多會在睡覺或以其他方式休息。
紅大袋鼠是單獨或以小群生活的，但若食物不足時，牠們會聚集為大群。每一小群一般約有2-10隻紅大袋鼠，但有時也會達至幾百隻。組成小群的成員是很隨意的，雄性並非地盤性的，只會為雌性而打鬥。小群內體型最大的就是領袖，控制著群內的交配。

## 食性

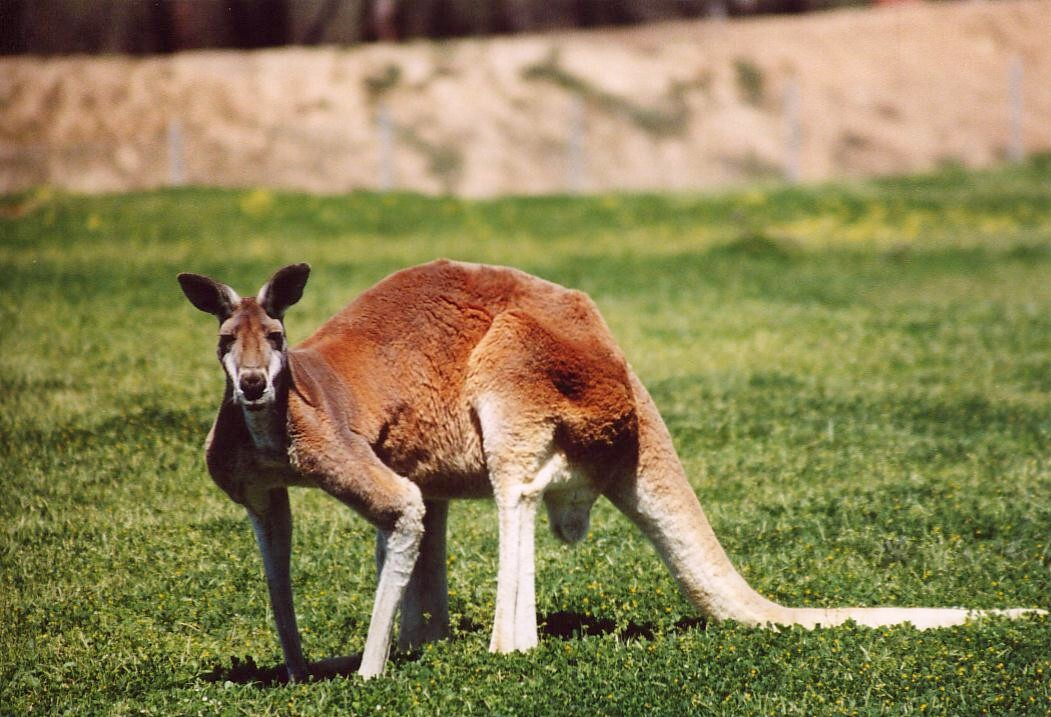
雄性紅大袋鼠。

紅大袋鼠喜歡吃草及其他植被。牠們可以一段長時間不用喝水，因牠們在吃綠色植物時吸收所需的水份。

## 繁殖
紅大袋鼠全年都會繁殖。雌性是胚胎滯育的，即可以延後下一胎的出生，直至前一胎的幼袋鼠離開育幼袋。妊娠期約為33日。幼袋鼠出生後約235日就會永久離開育幼袋，但要到12個月大才會斷奶。不同於有胎盤的哺乳動物，袋鼠的幼崽沒發育多久就會被生下來。剛出生的幼崽基本沒發育完全，身上無毛，四肢短小，非常無助。它得沿著雌袋鼠的腹部爬到袋子裡，在那繼續發育。等它大點了，它不能直接鑽進袋裡的時候，它會先把頭鑽進去，在裡面翻個身，腿部進去，然後從裡面探出頭來。如果它在發育得較完全前掉出袋子，不能及時跳進去的話，基本上只有死路一條。

## 打鬥
雄性紅大袋鼠打鬥時，會以後肢站立，並以前肢將對方推倒。若打鬥激烈，牠們會以尾巴支撐，腳踢對方。